# 巴勒斯坦託管地
巴勒斯坦託管地（英語：Mandatory Palestine）是第一次世界大戰結束，鄂圖曼帝國瓦解後，國際聯盟委託英國暫時管治巴勒斯坦期間的名稱，其範圍大致上包括現今的以色列、巴勒斯坦及約旦三國。由於英國只是接受委託暫時管理，也沒有在巴勒斯坦地區宣示主權，該處並非英國屬土或殖民地，巴勒斯坦地區在此期間主權及狀態未定，故此沒有給予巴勒斯坦居民英籍，至二次大戰後英國提出結束託管，外約旦先於1946年成爲獨立國家，英國於1947年將巴勒斯坦地位問題交由聯合國決定，最終通過聯合國大會第181號決議，将巴勒斯坦地区分割为犹太国与阿拉伯国，犹太人接受該方案並建立以色列，周边阿拉伯國家拒絕接受方案，隨後發動第一次中東戰爭。

## 歷史

### 託管
1920年4月，法國在1918年《克列孟梭-勞合喬治協定》中做出讓步，取代原先《賽克斯-皮科協定》中巴勒斯坦由「國際行政當局」管理的規劃。1920年4月，召開了圣雷莫会议，巴勒斯坦劃為國際聯盟第一類託管地。法軍旋即進攻費薩爾的叙利亚王国，確定外約旦納入託管。巴勒斯坦和外約旦分別於1920年7月和1921年4月開始託管。兩地實際控制期間為1923年9月29日至1948年5月15日(巴勒斯坦)，及1946年5月25日(約旦)。兩地的託管，以1919年6月28日《國際聯盟規約》第22條託管規定和主要盟國1920年4月25日聖雷莫決議為基礎。鄂圖曼帝國前領土的託管目標是「受託人提供的行政建議和協助，直到該地能夠獨立」。巴勒斯坦和外約旦間的邊界在最終託管文件中商定。法國託管的敘利亞和黎巴嫩的大致北部邊界在1920年12月23日的《保雷特-鈕康比協定》中商定。
1921年3月，開羅會議同意阿卜杜拉一世將在英屬巴勒斯坦託管地的支持下管理外約旦。一戰後，外約旦由阿卜杜拉弟弟費薩爾在大馬士革的叙利亚王国控制。1920年7月，法國擊敗費薩爾軍隊。根據1922年9月16日的外約旦備忘錄，建立單獨的“外約旦管理局”，以便在英國的全面監督下執行託管。1923年4月，託管生效前五個月，英國宣布打算承認外約旦的「獨立政府」；1928年2月20日的組織法，進一步增強外約旦自治權。1946年3月22日的倫敦條約使約旦完全獨立。
在巴勒斯坦，基於《貝爾福宣言》，英國託管需在佔當地絕大多數人口的巴勒斯坦阿拉伯人中實施「猶太人的民族之家」；然而，該宣言不適用於將在外約旦建立的阿拉伯酋長國。在託管期間，該地區興起了猶太人和巴勒斯坦人的民族主義運動，兩者間衝突不斷。最終導致了1936年的巴勒斯坦大起義、1944至1948年英屬巴勒斯坦的猶太人起事。1947年11月29日，聯合國通過巴勒斯坦分治計畫，設想在經濟聯盟下建立獨立的猶太和阿拉伯國家，並耶路撒冷移交聯合國託管。兩週後，殖民地大臣亞瑟·克里奇·瓊斯宣布英國託管將於1948年5月15日凌晨零時結束。1948年5月14日英國託管的最後一天，猶太社群發表以色列獨立宣言。由於阿拉伯國家抵制，聯合國巴勒斯坦分治計畫失敗。1949年，第一次中東戰爭結束後，巴勒斯坦託管地由以色列、約旦和埃及在加薩走廊建立的全巴勒斯坦保護國瓜分。

## 政府機關
依據1922年8月的《巴勒斯坦樞密令》（Palestine Order in Council），由巴勒斯坦託管地高級專員行政。
英國沿用鄂圖曼的米利特制度，依照宗教劃分宗教自治團體（英語：confessional communities）。在傳統宗教法庭外，司法方面，亦引入英式的司法制度。
1932年，猶太人、錫安主義者格申·阿格龍創辦《巴勒斯坦郵報》（The Palestine Post；現名為《耶路撒冷郵報》）。1923年，猶太人平哈斯·魯騰貝格創辦巴勒斯坦電力公司。